# 拉彭湖
47°17′09″N 10°15′09″E / 47.285961°N 10.252626°E

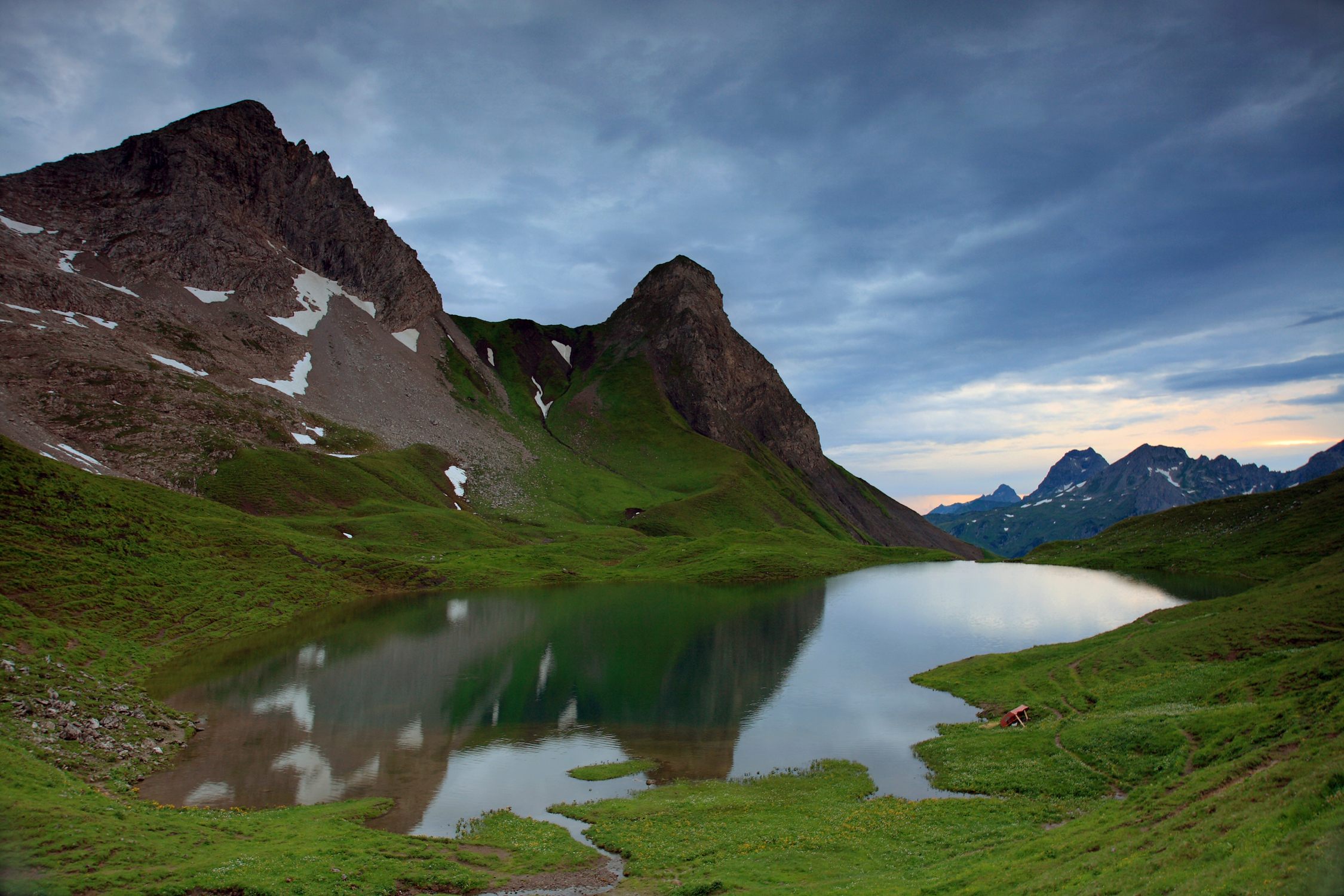

拉彭湖（德語：Rappensee），是德國的湖泊，位於該國東南部，由巴伐利亞負責管轄，處於阿爾高阿爾卑斯山脈，長0.2公里、寬0.2公里，面積0.02平方公里，海拔高度2,047米，最大水深8米。